# Taiwanobryum speciosum
Taiwanobryum speciosum är en bladmossart som beskrevs av Noguchi 1936. Taiwanobryum speciosum ingår i släktet Taiwanobryum och familjen Prionodontaceae. Inga underarter finns listade i Catalogue of Life.